# マチュー2世・ド・モンモランシー
マチュー2世・ド・モンモランシー（Mathieu II de Montmorency, 1168年ごろ - 1230年11月24日）は、モンモランシー領主（在位：1189年 - 1230年）。

## 生涯
マチュー2世はブシャール5世・ド・モンモランシーとエノー伯ボードゥアン4世の娘ローレット・ド・エノーの息子である。父方の祖父母はフランス軍総司令官マチュー1世・ド・モンモランシーとイングランド王ヘンリー1世の庶子アリス・フィッツロイであった。父ブシャール5世は1189年か1190年にアッコ包囲戦で戦死した。
マチュー2世は第3回十字軍のアッコ包囲戦で戦死したアルベリク・クレマンに代わってフランス元帥となった。聖地から無事帰還した後、フランス王フィリップ2世のノルマンディー征服に参加し、1204年のガイヤール城包囲戦で名を挙げた。また、1214年のブーヴィーヌの戦いで重要な役割を果たし、敵の旗を12本捕獲した（この偉業を記念して、モンモランシーの盾にはさらに12羽の鷲、つまり以前は4羽だった鷲が合計16羽描かれることとなった）。
1215年、マチュー2世はフランス軍総司令官としてアルビジョア十字軍に参加した。フランス王ルイ8世に仕え、1224年にラ・ロシェルなどの都市をイングランドから奪った。ルイ8世が1226年に亡くなると、マチュー2世は幼い王子と王太后で摂政のブランシュ・ド・カスティーユに仕えた。
マチュー2世は1230年、アンジュー遠征から帰還の途中に死去した。

## 結婚と子女
1193年にソワソン伯ラウル1世の娘ジェルトリュードと結婚した。2人の間には以下の子女が生まれた。
- ジェルトリュード（1256年没） - シモン3世・ド・パロワと結婚、ロレーヌ公フェリー1世の息子ティエリー・ル・ディアブルと結婚
- ブシャール6世（1243年没） - モンモランシー領主
- マチュー（1250年2月8日没） - アティシー領主。ポンチュー女伯マリーと結婚。マンスーラの戦いで戦死。

ジェルトリュードとの結婚解消後、ギー5世・ド・ラヴァルの娘で女子相続人のエマ・ド・ラヴァル（1200年 - 1264年）と結婚した。2人の間には以下の子女が生まれた。
- ギー7世・ド・ラヴァル（1219年 - 1265年） - 母方のラヴァル領を継ぐ[8]
- アヴォワーズ - ジャック・ド・シャトー＝ゴンティエと結婚
- ジャンヌ
- アリックス? - ロゾワ領主ロジェと結婚。マンスーラの戦いで戦死。